# Eiskunstlauf-Europameisterschaft 1929
Die 28. Eiskunstlauf-Europameisterschaft fand 1929 in Davos statt. Erst ab 1930 gab es auch Europameisterschaften für Frauen.

## Ergebnis Heren
| Platz | Sportler          | Land             |
| ----- | ----------------- | ---------------- |
| 1     | Karl Schäfer      | Österreich       |
| 2     | Georges Gautschi  | Schweiz          |
| 3     | Ludwig Wrede      | Österreich       |
| 4     | Herbert Haertel   | Deutsches Reich  |
| 5     | Josef Bernhauser  | Österreich       |
| 6     | Paul Franke       | Deutsches Reich  |
| 7     | Ernst Baier       | Deutsches Reich  |
| 8     | Rudolf Praznowski | Tschechoslowakei |
| 9     | H. Danzig         | Deutsches Reich  |
| 10    | Benno Wellmann    | Deutsches Reich  |

## Quelle
- European figure skating championships 1922–1929. Skatabase, archiviert vom Original am 28. August 2008; abgerufen am 18. Mai 2018 (englisch).